# Мериа
Мериа (груз. მერია) — село в Грузии, на территории Озургетского муниципалитета края (мхаре) Гурия.

## География
Село находится в западной части Грузии, на правом берегу реки Натанеби, на расстоянии приблизительно 5 километров (по прямой) к западо-северо-западу от города Озургети, административного центра муниципалитета. Абсолютная высота — 30 метров над уровнем моря.

## Население
По результатам официальной переписи населения 2014 года, в Мерии проживало 1494 человека (749 мужчин и 745 женщин). В национальной структуре населения грузины составляли 98,9 %, армяне — 0,9 %, русские — 0,1 %.
| Год  | Население, человек |
| ---- | ------------------ |
| 2002 | 1814               |
| 2014 | ↘ 1494             |